# Ikegami Kaneo
Ikegami Kaneo (jap. 池上 金男; Künstlername 池宮 彰一郎, Ikemiya Shōichirō; * 13. Mai 1923 in der Präfektur Tokio; † 6. Mai 2007 in Tokio) war ein japanischer Schriftsteller und Drehbuchautor.
Ikegami verfasste Drehbücher zu mehreren bekannten Filmen, so Seventeen Ninjas (Jushichinin no Ninja, 1963) und zu 13 Assassins (1963), das 2010 von Takashi Miike neu verfilmt wurde. Als Dramatiker und Romanautor publizierte er unter dem Namen Ikemiya Shōichirō und lieferte die Vorlagen für die Filme 47 Ronin (Shijūshichinin no shikaku, 1994) und Saigo no chūshingura (2010).

## Filmografie
- Saigo no chūshingura (Regie: Shigemichi Sugita, 2010)
- 13 Assassins (Jūsan-nin no shikaku, Regie: Takashi Miike, 2010)
- Shijūshichinin no shikaku (47 Ronin, Regie: Kon Ichikawa, 1994)
- Kumokiri Nizaemon (nach Shotaro Ikenami, Regie: Hideo Gosha, 1978)
- Kage gari: Hoero taihō (Regie: Toshio Masuda, 1972)
- Showa no inochi (Regie: Toshio Masuda, 1969)
- Burai yori daikanbu (nach Goro Fujita, Regie: Toshio Masuda, 1968)
- Daikanbu - burai (nach Goro Fujita, Regie: Keiichi Ozawa, 1968)
- Ketto (Regie: Toshio Masuda, 1967)
- Kurenai no nagareboshi (Regie: Toshio Masuda, 1967)
- Eiko eno chōsen (Regie: Toshio Masuda, 1966)
- Arashi o yobu otoko (Regie: Toshio Masuda, 1966)
- Dai satsujin (nach einer Idee von Norimichi Matsudaira, Regie: Eiichi Kudo, 1964)
- Jūsan-nin no shikaku (13 Assassins, Regie: Eiichi Kudo, 1963)
- Tokyo yoitoko (nach Shinichi Sekizawa, 1957)

## Quelle
- Ikegami Kaneo bei IMDb

| Personendaten    | Personendaten                                                                                 |
| ---------------- | --------------------------------------------------------------------------------------------- |
| NAME             | Ikegami, Kaneo                                                                                |
| ALTERNATIVNAMEN  | 池上金男 (japanisch); Ikemiya, Shōichirō (Künstlername); 池宮彰一郎 (Künstlername, japanisch) |
| KURZBESCHREIBUNG | japanischer Schriftsteller und Drehbuchautor                                                  |
| GEBURTSDATUM     | 13. Mai 1923                                                                                  |
| GEBURTSORT       | Präfektur Tokio                                                                               |
| STERBEDATUM      | 6. Mai 2007                                                                                   |
| STERBEORT        | Tokio                                                                                         |